# Fedcupový tým Kanady
Tým Kanady v Billie Jean King Cupu reprezentuje Kanadu v tenisové soutěži ženských týmů od vzniku soutěže v roce 1963 pod vedením národního tenisového svazu Tennis Canada. Vyjma roku 1965 nastoupila do všech ročníků.
Kanada získala titul v roce 2023 po finálové výhře nad Itálií a stala se třináctou vítěznou zemí soutěže. Vylepšila tak maximum ze světového semifinále 1988, kdy podlehla Československu. Čtvrtfinále si zahrála v letech 1964, 1967, 1987 a 2015. Ve druhé Světové skupině se objevila v ročnících 1995, 1996, 2007, 2011, 2014, 2016, 2018 a 2019.
Týmovým statistikám vévodí Aleksandra Wozniaková, která vyhrála nejvyšší počet 40 utkání a celkově se zúčastnila 36 mezistátních zápasů. Nehrající kapitánkou je bývalá tenistka Heidi El Tabakhová.

## Historie

### 1963–1994: Čtvrtfinalista a semifinalista Světové skupiny
Kanada nastoupila do premiérového ročníku 1963. Reprezentantky Ann Barclayová a Louise Brownová utržily porážku v úvodním kole Světové skupiny 0–3 od Velké Británie. Čtvrtfinále si Kanaďanky Benita Sennová, Vicky Bernerová a Louise Brownová poprvé zahrály v roce 1964, když ve druhém kole soutěže zdolaly Švédsko 2–1, ovšem poté nestačily na Austrálii 0–3 na utkání. Podruhé se mezi osm týmu probojovaly ve složení Susan Buttová, Vicky Bernerová a Faye Urbanová roku 1967 po výhře 2–1 nad Švýcarskem. Následně však nenašly recept na Německo, které je vyřadilo 3–0.
Po dvaceti letech se týmu podařilo opět proniknout do čtvrtfinále, když v Poháru federace 1987 reprezentovaly Helen Kelesiová, Carling Bassettová-Segusová a Jill Hetheringtonová. Na turnaji přehrály Nizozemsko 3–0 a Sovětský svaz poměrem 2–1. Konec v turnaji přišel v zápase s Československem, na něhož nestačily 1–2. První semifinálovou účast si družstvo odvezlo z melbournského Flinders Parku, který hostil turnaj v sezóně 1988. V nominaci se objevily Rene Simpsonová, Helen Kelesiová a Jill Hetheringtonová. Kanada postupně zdolala Jižní Koreu 2–1, Finsko 3–0 a ve čtvrtfinále Švédsko 3–0. Mezi poslední čtveřicí podlehly kanadské tenistky druhý rok v řadě Československu, tentokrát po výsledku 0–3.

### 1995–2009: Průměrné výsledky
První ročník s novým názvem soutěže Fed Cup, a novým formátem světových skupin, proběhl v roce 1995. Po vítězství ve druhé Světové skupině nad Itálií 3–2 prohrály kanadské hráčky Jana Nejedly, Patricia Hy-Boulaisová, Jill Hetheringtonová a Rene Simpsonová baráž Světové skupiny proti Japonsku hladce 0–5.
Další výraznější výsledek přišel roku 2006, kdy družstvo vyhrálo první skupinu Americké zóny. Členky Aleksandra Wozniaková, Stéphanie Duboisová a Marie-Ève Pelletierová pak v baráži o účast ve druhé Světové skupině vyřadily Argentinu těsně 3–2. Poprvé od roku 1996 se tak objevily ve druhé Světové pro sezónu 2007. Klíčový zápas s Izraelem však nezvládly a po domácí porážce 2–3 podstoupily baráž s Argentinou. Prohra 1–4 na zápasy znamenala pád do Americké zóny.

### 2010–2013: Boj o účast ve druhé Světové skupině
V roce 2010 Kanada za účasti Aleksandry Wozniakové, Marie-Ève Pelletierové, Valérie Tétreaultové a Sharon Fichmanové oplatila Argentině porážku z baráže druhé Světové skupiny 2007. V montréalské baráži Jihoameričanky zdolala hladce 5–0 a po čtyřech letech se vrátila do druhé nejvyšší úrovně soutěže.
Fed Cup 2011 znamenal duel ve druhé Světové skupině proti Srbsku. V sobotu Rebecca Marinová porazila Aleksandru Krunićovou, ovšem druhá reprezentantka země javorového listu Aleksandra Wozniaková nestačila na Bojanu Jovanovskou. V neděli poslala Jovanovská Srbky do vedení výhrou nad Marinovou a Wozniaková poslala střetnutí do závěrečné čtyřhry po vítězství nad Anou Jovanovićovou. Domácí pár Fichmanová a Pelletierová ale nenašel recept na srbské duo Jovanovská a Krunićová, což znamenalo konečný výsledek 2–3. V navazující baráži pak Kanaďanky nezvládly měření sil se Slovinskem opět poměrem utkání 2–3.
Po výhře v postupové baráži 1. skupiny Americké zóny 2013 nad Brazílií si Kanada v Kyjevě zahrála o účast ve druhé Světové skupině proti Ukrajině. Těsné vítězství 3–2 zajistila sestava Eugenie Bouchardová, Gabriela Dabrowská, Sharon Fichmanová a Stéphanie Duboisová.

### 2014–2015: Postup do Světové skupiny
První mezistátní výhru ve druhé Světové skupině od roku 1995 dosáhla Kanada v roce 2014, když v Montréalu přivítala Srbsko. V sobotních singlech poslala Wozniaková domácí do vedení výhrou nad Vesnou Doloncovou. Bouchardová navýšila náskok na 2–0 po zdolání Jovany Jakšićové. V neděli zajistila Bouchardová rozhodující třetí bod vítězstvím s Doloncovou a v následném deblu Srbky již jen zkorigovaly skóre na 1–3. Dabrowská s Fichmanovou ve čtyřhře podlehly Jakšićové se Stojanovićovou. Poprvé v historii pak Kanaďanky zvládly dubnovou baráž Světové skupiny. Jednalo se o jejich první duel v této úrovni od roku 2004. V Québecu přehrály Slovensko poměrem utkání 3–1. Úvodní den Wozniaková zdolala padesátou druhou hráčku žebříčku Janu Čepelovou a Bouchardová si poradila s Kristínou Kučovou. Jako v předchozím únorovém střetnutí pak opět Bouchardová potvrdila vítězství třetí dvouhrou, v níž porazila Čepelovou. Od zavedení nového formátu světových skupin v roce 1995 tak Kanada poprvé postoupila do Světové skupiny. Slovenský pár Janette Husárová a Anna Karolína Schmiedlová vyhrál závěrečnou čtyřhru nad Dabrowskou s Fichmanovou.
Debut v osmičlenné Světové skupině kanadský výběr zaznamenal v roce 2015 na domácí půdě proti obhájci titulu a nejvýše nasazené České republice. V týmu absentovaly dvě nejvýše postavené Kanaďanka Bouchardová s Wozniakovou. Ze sobotních dvouher odešly poraženy Françoise Abandová s Karolínou Plíškovou i Dabrowská s Terezou Smitkovou. V neděli pak Plíšková rozhodla o postupu výhrou nad Dabrowskou. Češky nakonec triumfovaly 4–0 po vítězství v závěrečné čtyřhře.
Montréalská baráž Světové skupiny 2015 znamenala těsnou porážku od Rumunska 2–3 na zápasy a sestup do Americké zóny. Françoise Abandová ve dvouhře překvapivě zdolala třicátou druhou ženu klasifikace Irinu-Camelii Beguovou a připsala si první fedcupové vítězství. Bouchardová poté nestačila na Alexandru Dulgheruovou. V neděli však obě Kanaďanky prohrály svá utkání s Mituovou a Dulgheruovou. Deblová výhra Dabrowské s Fichmanovou jen zkorigovala výsledek.

### 2016–2019: Účast v Americké zóně a návrat do druhé Světové skupiny
Únorová druhá Světová skupina 2016 proti Bělorusku znamenala těsnou prohru 2–3. V dubnové navazující baráži v Bratislavě utržila Kanada čtvrtou mezistátní porážku v řadě, když na Slovensko nestačila opět poměrem 2–3. Poprvé od roku 2013 tak spadla do 1. skupiny Americké zóny.
Sestava pro Americkou zónu 2017 čítala Biancu Andreescuovou, Charlotte Robillard-Milletteovou, Katherine Sebovovou a Carol Zhaovou. V základním bloku 1. skupiny tým porazil Venezuelu, Bolívii a Paraguay. V klíčové baráži o postup pak přehrál Chile. Rovněž z dubnové baráže druhé Světové skupiny 2017 proti Kazachstánu vyšly zástupkyně země javorového listu vítězně. Abandová přispěla dvěma body po výhrách nad světovou jedenapadesátkou Jaroslavou Švedovovou i jednatřicítkou Julií Putincevovou. Šestnáctiletá juniorka Bianca Andreescuová sice ztratila úvodní duel s Putincevovou, ovšem v neděli překvapivě zdolala zkušenou Švedovovou. Závěrečná čtyřhra za rozhodnutého stavu vyzněla pro soupeřky Kamilu Kerimbajevovou s Galinou Voskobojevovou, jež porazily Dabrowskou se Sebovovou.
Na utkání klužské druhé Světové skupiny 2018 proti Rumunkám byly nominovány Bianca Andreescuová, Gabriela Dabrowská, Katherine Sebovová a Carol Zhaová. Sobotní singly nezvládly Zhaová ani Andreescuová, když nenašly recept na Soranu Cîrsteaovou, respektive Irinu-Camelii Beguovou. V neděli prohrála Sebovová s Beguovou a ve čtyřhře si bod útěchy připsaly Dabrowská se Zhaovou, jež přehrály dvojici Ana Bogdanová a Ioana Raluca Olaruová. Celková porážka 1-3 znamenala posun do baráže o udržení v této úrovni soutěže. V Montréalu přivítal tým Ukrajinu ve druhé baráži 2018. Přes porážku Andreescuová v otevírací dvouhře se světovou čtyřicítkou Lesjou Curenkovou získaly Kanaďanky potřebné tří body. Bouchardová přispěla dvěma body v duelech s Katerynou Bondarenkovou i Curenkovou. Dabrowská prohrála čtvrtý singl. O vítězném družstvu musela rozhodnout rozhodující čtyřhra. V ní triumfovaly Andreescuová s Dabrowskou nad Bondarenkovou s Olgou Savčukovou.
Ve druhé Světové skupině 2019 na antuce v 's-Hertogenboschi proti Nizozemsku dominovaly Kanaďanky. Bianca Andreescuová získala dva body po vítězstvích nad Richèl Hogenkampovou i Arantxou Rusovou. Třetí bod přidala Abandová proti Rusové. Výsledek 4–0 zkompletovaly deblistky Dabrowská s Rebeccou Marinovou. V roli nehrající kapitánky prožila debut Heidi El Tabakhová. Poprvé od roku 2015 tak Kanadu čekala Světová baráž. Na antuce v Prostějově se vyzyvatelem stal lídr světového žebříčku Česká republika, s níž měl kanadský výběr negativní bilanci 0–6. Nominaci odřekly světová třiadvacítka Bianca Andreescuová a osmdesátá první hráčka žebříčku Eugenie Bouchardová. Rebecca Marinová i 16letá debutantka Leylah Fernandezová dvouhry prohrály. Rovněž tak deblistky Dabrowská s Fichmanovou čtyřhru nezvládly. Kanaďanky odjely s porážkou 0:4 na zápasy.

### 2020–2023: Vzestup Kanaďanek na finálových turnajích korunovaný titulem
Billie Jean King Cup 2021 byl v důsledku koronavirové pandemie rozložen do dvou kalendářních let 2020 a 2021. V bielském kvalifikačním kole, hraném v únoru 2020, Kanadu porazilo Švýcarsko, když jediný bod získala Leylah Fernandezová. V následné baráži, během dubna 2021, členky výběru dominovaly nad Srbkami 4–0 a postoupily na úvodní ročník finálového turnaje v pražské O2 areně. Ve  skupinové fázi Kanada zdolala Francii 2–1 a podlehla 0–3 pozdějším vítězkám z Ruské tenisové federace, ruskému týmu hrajícímu pod neutrálním statusem.
Ve vancouverském kvalifikačním kole 2022 si tým jednoznačným výsledkem 4–0 poradil s Lotyšskem hrajícím bez opory Ostapenkové. Oba singly vyhrála Fernandezová, jeden bod přidala Rebecca Marinová a čtyřhru ovládly Gabriela Dabrowská s Carol Zhaovou. V glasgowské skupině finálového turnaje Kanaďanky zopakovaly druhé místo z předchozího ročníku, když porazily Italky 3–0 a poté nestačily na Švýcarsky poměrem 1–2, které ročník ovládly a připsaly si první trofej. Dvouhry odehrály Bianca Andreescuová s Fernandezovou, jež odehrála s Dabrowskou i čtyřhry.

#### 2023: Kanada třináctou vítěznou zemí po zisku prvního titulu
V roce 2023 Kanada získala první titul a stala se třináctou vítěznou zemí od založení soutěže v sezóně 1963. Vylepšila tak semifinálové maximum z roku 1988. Členkami týmu na finálovém turnaji byly Leylah Fernandezová, Rebecca Marinová, Eugenie Bouchardová, Marina Stakusicová a Gabriela Dabrowská. V kvalifikaci byla součástí výběru také Katherine Sebovová. Jako nehrající kapitánka reprezentaci vedla Heidi El Tabakhová. Ženská reprezentace potvrdila výkonnostní vzestup kanadského tenisu, když navázala na první tituly Kanady v Davis Cupu 2022 a ATP Cupu 2022.
Souboj kvalifikačního kola ve Vancouveru proti Belgii rozhodla až závěrečná čtyřhra. V předchozím programu uhrála dva body Fernandezová, ale Marinová i Katherine Sebovová odešly poraženy. Fernandezová pak s Dabrowskou ztratily jen tři gamy proti zkušeným deblistkám Greet Minnenové a Kirsten Flipkensové, která ukončila reprezentační kariéru. Na listopadovém finálovém turnaji pro 12 celků v Seville, Kanaďanky dominovaly. Do semifinále postoupily po výhrách 3–0 ve skupině nad Španělskem a Polskem. Mezi poslední čtveřicí týmů proti Česku otočily nepříznivý vývoj ze stavu 0–1. České soupeřky porazily až v osmém vzájemném duelu. Premiérovou účast ve světovém finále proměnily v titul, kdy zdolaly Itálii 2–0. V pátém mezistátním střetnutí přehrály Italky počtvrté.  
Jednička týmu Leylah Fernandezová v ročníku vyhrála všechna utkání, šest dvouher a dvě čtyřhry. Ve skupině finálového turnaje porazila Španělku Saru Sorribesovou Tormovou i Polku Magdu Linetteovou. Do světového semifinále proti světové sedmičce Markétě Vondroušové z Česka nastoupila pod tlakem, s nutností zvítězit. Po třísetové výhře vynutila pro „zemi javorového listu“ rozhodující čtyřhru. S Dabrowskou v ní získaly postupový bod proti grandslamovým šampionkám Krejčíkové a Siniakově. Ve finále pak korunovala celkový triumf druhým bodem s Italkou Jasmine Paoliniovou. Překvapením finálového turnaje se stala 18letá Marina Stakusicová, jíž kapitánka El Tabakhová jako 258. hráčku žebříčku ve dvouhrách upřednostnila před zkušenější Marinovou z druhé světové stovky. V sezóně přitom neodehrála ani jeden singl na okruhu WTA Tour. Při svém debutu v soutěži porazila světovou pětašedesátku Rebeku Masárovou ze Španělska a o dvě místa výše postavenou Katarzynu Kawaovou z Polska. Získala tak první dvě kariérní výhry nad členkami Top 100. V semifinále jí přivodila jedinou porážku česká světová desítka Barbora Krejčíková. V souboji o titul zdolala čtyřicátou třetí hráčku klasifikace Martinu Trevisanovou z Itálie, znamenající premiérovou výhru nad členkou Top 50.

## Chronologie zápasů

### 1990–1999
| Rok  | soutěž                      | datum            | povrch      | místo                 | soupeř    | skóre | výsledek |
| ---- | --------------------------- | ---------------- | ----------- | --------------------- | --------- | ----- | -------- |
| 1995 | 2. světová skupina, 1. kolo | 22.–23. dubna    | antuka      | Ancona, Itálie        | Itálie    | 3–2   | výhra    |
| 1995 | Světová skupina, baráž      | 22.–23. července | koberec (h) | Gifu, Japonsko        | Japonsko  | 0–5   | prohra   |
| 1997 | 2. světová skupina, baráž   | 12.–13. července | antuka      | Bratislava, Slovensko | Slovensko | 0–5   | prohra   |

### 2000–2009
| Rok  | soutěž                      | datum            | povrch      | místo              | soupeř    | skóre | výsledek |
| ---- | --------------------------- | ---------------- | ----------- | ------------------ | --------- | ----- | -------- |
| 2002 | Světová skupina, baráž      | 20.–21. července | antuka      | Přerov, Česko      | Česko     | 0–5   | prohra   |
| 2003 | Světová skupina, baráž      | 19.–20. července | antuka      | Neudörfl, Rakousko | Rakousko  | 1–4   | prohra   |
| 2004 | Světová skupina, baráž      | 10.–11. července | antuka      | Dorval, Kanada     | Švýcarsko | 2–3   | prohra   |
| 2006 | 2. světová skupina, baráž   | 15.–16. července | tvrdý       | Edmonton, Kanada   | Argentina | 3–2   | výhra    |
| 2007 | 2. světová skupina, 1. kolo | 21.–22. dubna    | koberec (h) | Kamloops, Kanada   | Izrael    | 2–3   | prohra   |
| 2007 | 2. světová skupina, baráž   | 14.–15. července | antuka      | Córdoba, Argentina | Argentina | 1–4   | prohra   |
| 2009 | 2. světová skupina, baráž   | 25.–26. dubna    | antuka (h)  | Hasselt, Belgie    | Belgie    | 2–3   | prohra   |

### 2010–2019
| Rok  | soutěž                       | datum         | povrch      | místo                        | soupeř     | skóre | výsledek |
| ---- | ---------------------------- | ------------- | ----------- | ---------------------------- | ---------- | ----- | -------- |
| 2010 | 2. světová skupina, baráž    | 24.–25. dubna | koberec (h) | Montréal, Kanada             | Argentina  | 5–0   | výhra    |
| 2011 | 2. světová skupina, 1. kolo  | 5.–6. února   | tvrdý (h)   | Novi Sad, Srbsko             | Srbsko     | 2–3   | prohra   |
| 2011 | 2. světová skupina, baráž    | 16.–17. dubna | antuka      | Koper, Slovinsko             | Slovinsko  | 2–3   | prohra   |
| 2013 | 2. světová skupina, baráž    | 20.–21. dubna | antuka (h)  | Kyjev, Ukrajina              | Ukrajina   | 3–0   | výhra    |
| 2014 | 2. světová skupina, 1. kolo  | 8.–9. února   | tvrdý (h)   | Montréal, Kanada             | Srbsko     | 3–1   | výhra    |
| 2014 | Světová skupina, baráž       | 19.–20. dubna | tvrdý (h)   | Québec, Kanada               | Slovensko  | 3–1   | výhra    |
| 2015 | Světová skupina, čtvrtfinále | 7.–8. února   | tvrdý (h)   | Québec, Kanada               | Česko      | 0–4   | prohra   |
| 2015 | Světová skupina, baráž       | 18.–19. dubna | tvrdý (h)   | Montréal, Kanada             | Rumunsko   | 2–3   | prohra   |
| 2016 | 2. světová skupina, 1. kolo  | 6.–7. února   | tvrdý (h)   | Québec, Kanada               | Bělorusko  | 2–3   | prohra   |
| 2016 | 2. světová skupina, baráž    | 16.–17. dubna | antuka (h)  | Bratislava, Slovensko        | Slovensko  | 2–3   | prohra   |
| 2017 | 2. světová skupina, baráž    | 22.–23. dubna | tvrdý (h)   | Montréal, Kanada             | Kazachstán | 3–2   | výhra    |
| 2018 | 2. světová skupina, 1. kolo  | 10.–11. února | tvrdý (h)   | Kluž, Rumunsko               | Rumunsko   | 1–3   | prohra   |
| 2018 | 2. světová skupina, baráž    | 21.–22. dubna | tvrdý (h)   | Montréal, Kanada             | Ukrajina   | 3–2   | výhra    |
| 2019 | 2. světová skupina, 1. kolo  | 9.–10. února  | antuka (h)  | 's-Hertogenbosch, Nizozemsko | Nizozemsko | 4–0   | výhra    |
| 2019 | Světová skupina, baráž       | 20.–21. dubna | antuka (h)  | Prostějov, Česko             | Česko      | 0–4   | prohra   |

### 2020–2029
| Rok  | soutěž                            | datum              | místo                       | povrch    | soupeř         | skóre | výsledek      |
| ---- | --------------------------------- | ------------------ | --------------------------- | --------- | -------------- | ----- | ------------- |
| 2021 | Kvalifikační kolo                 | 7.–8. února 2020   | Biel/Bienne, Švýcarsko      | tvrdý (h) | Švýcarsko      | 1–3   | prohra        |
| 2021 | Světová baráž                     | 16.–17. dubna 2021 | Kraljevo, Srbsko            | tvrdý (h) | Srbsko         | 4–0   | výhra         |
| 2021 | Finálový turnaj, základní skupina | 1. listopadu 2021  | Praha, Česko                | tvrdý (h) | Francie        | 2–1   | výhra         |
| 2021 | Finálový turnaj, základní skupina | 2. listopadu 2021  | Praha, Česko                | tvrdý (h) | RTF            | 0–3   | prohra        |
| 2022 | Kvalifikační kolo                 | 15.–16. dubna      | Vancouver, Kanada           | tvrdý (h) | Lotyšsko       | 4–0   | výhra         |
| 2022 | Finálový turnaj, základní skupina | 10. listopadu      | Glasgow, Spojené království | tvrdý (h) | Itálie         | 3–0   | výhra         |
| 2022 | Finálový turnaj, základní skupina | 11. listopadu      | Glasgow, Spojené království | tvrdý (h) | Švýcarsko      | 1–2   | prohra        |
| 2023 | Kvalifikační kolo                 | 14.–15. dubna      | Vancouver, Kanada           | tvrdý (h) | Belgie         | 3–2   | výhra         |
| 2023 | Finálový turnaj, základní skupina | 8. listopadu       | Sevilla, Španělsko          | tvrdý (h) | Španělsko      | 3–0   | výhra         |
| 2023 | Finálový turnaj, základní skupina | 9. listopadu       | Sevilla, Španělsko          | tvrdý (h) | Polsko         | 3–0   | výhra         |
| 2023 | Finálový turnaj, semifinále       | 11. listopadu      | Sevilla, Španělsko          | tvrdý (h) | Česko          | 2–1   | výhra         |
| 2023 | Finálový turnaj, finále           | 12. listopadu      | Sevilla, Španělsko          | tvrdý (h) | Itálie         | 2–0   | vítězství (1) |
| 2024 | Finálový turnaj, čtvrtfinále      | 17. listopadu      | Malaga, Španělsko           | tvrdý (h) | Velká Británie | 0–2   | prohra        |

## Přehled finále: 1 (1–0)
| Výsledek | Č. | datum a místo konání                                                                             | Kanaďanky                                                                                      | soupeřky                                                                                                 | skóre |
| -------- | -- | ------------------------------------------------------------------------------------------------ | ---------------------------------------------------------------------------------------------- | --- | ----- |
| Vítěz    | 1. | Billie Jean King Cup 2023 12. listopadu 2023 Sevilla, Španělsko tvrdý (hala), Estadio La Cartuja | Leylah Fernandezová Rebecca Marinová Eugenie Bouchardová Marina Stakusicová Gabriela Dabrowská | Itálie                                                                                                   | 2–0   |
| Vítěz    | 1. | Billie Jean King Cup 2023 12. listopadu 2023 Sevilla, Španělsko tvrdý (hala), Estadio La Cartuja | Leylah Fernandezová Rebecca Marinová Eugenie Bouchardová Marina Stakusicová Gabriela Dabrowská | Jasmine Paoliniová Martina Trevisanová Elisabetta Cocciarettová Lucia Bronzettiová Lucrezia Stefaniniová | 2–0   |

## Složení týmu
| Rok  | Členky týmu         | Členky týmu                      | Členky týmu           | Členky týmu                     |
| 1963 | Ann Barclayová      | Louise Brownová                  | —                     | —                               |
| 1964 | Benita Sennová      | Louise Brownová                  | Vicky Bernerová       | —                               |
| 1967 | Susan Buttová       | Faye Urbanová                    | Vicky Bernerová       | —                               |
| 1987 | Helen Kelesiová     | Carling Bassett-Segusová         | Jill Hetheringtonová  | —                               |
| 1988 | Rene Simpsonová     | Helen Kelesiová                  | Jill Hetheringtonová  | —                               |
| 2014 | Eugenie Bouchardová | Aleksandra Wozniaková            | Gabriela Dabrowská    | Sharon Fichmanová               |
| 2015 | Sharon Fichmanová   | Gabriela Dabrowská               | Françoise Abandová    | Charlotte Robillard-Milletteová |
| 2016 | Françoise Abandová  | Sharon Fichmanová                | Aleksandra Wozniaková | Charlotte Robillard-Milletteová |
| 2016 | Carol Zhaová        | Gabriela Dabrowská               | —                     | —                               |
| 2017 | Françoise Abandová  | Bianca Andreescuová              | Katherine Sebovová    | Gabriela Dabrowská              |
| 2017 | Carol Zhaová        | Charlotte Robillard-Milletteovou | —                     | —                               |
| 2018 | Carol Zhaová        | Bianca Andreescuová              | Katherine Sebovová    | Rebecca Marinová                |
| 2018 | Eugenie Bouchardová | Françoise Abandová               | Gabriela Dabrowská    | —                               |
| 2019 | Bianca Andreescuová | Katherine Sebovová               | Françoise Abandová    | Rebecca Marinová                |
| 2019 | Leylah Fernandezová | Gabriela Dabrowská               | Sharon Fichmanová     | —                               |
| 2021 | Rebecca Marinová    | Carol Zhaová                     | Françoise Abandová    | Gabriela Dabrowská              |
| 2021 | Leylah Fernandezová | Bianca Andreescuová              | Eugenie Bouchardová   | —                               |
| 2022 | Leylah Fernandezová | Rebecca Marinová                 | Carol Zhaová          | Françoise Abandová              |
| 2022 | Bianca Andreescuová | Gabriela Dabrowská               | —                     | —                               |
| 2023 | Leylah Fernandezová | Rebecca Marinová                 | Eugenie Bouchardová   | Marina Stakusicová              |
| 2023 | Gabriela Dabrowská  | Katherine Sebovová               | —                     | —                               |

## Nehrající kapitáni
- Pierre Lamarche, 1992–1996
- Wendy Pattendenová, 1997–1998
- Yves Boulais, 2000
- Rene Collinsová, 2001–2010
- Sylvain Bruneau, 2010–2018
- Heidi El Tabakhová, 2018–2020, 2023
- Sylvain Bruneau, od 2021

## Statistiky
Hráčským týmovým statistikám vévodí bývalá dvacátá první hráčka žebříčku Aleksandra Wozniaková, která vyhrála celkově 40 utkání, včetně 32 dvouher, a nastoupila do 36 mezistátních utkání, s prvním odehraným střetnutím v roce 2004 proti Kubě. Nejvyššího počtu 17 vítězných čtyřher dosáhla Sonya Jeyaseelanová. Jill Hetheringtonová odehrála nejvíce let, když od sezóny 1983 zasáhla do čtrnácti ročníků soutěže.
Jako nejmladší členka týmu do Fed Cupu ve 14 letech a 140 dnech zasáhla Sharon Fichmanová, když nastoupila do srpnové 1. skupiny Americké zóny 2005 proti Paraguayi. Výhrou nad Madelaine Madelaireovou tak představuje nejmladší vítězku zápasu. Naopak jako nejstarší do utkání zasáhla Louise Brownová ve 41 letech a 289 dnech během čtyřhry čtvrtfinále Světové skupiny 1964 proti Austrálii.
Nejdelší kanadský zápas trval 3.49 hodin; Aleksandra Wozniaková v něm během uruguayské baráže 1. skupiny Americké zóny 2005 podlehla Portoričance Vilamrii Castellviové 5–7, 6–4 a 9–11.
Obrat ze stavu 0:2 či 1:2 na zápasy se Kanaďankám nikdy nepodařil.

### Nejdelší série neporazitelnosti: 7 výher
Nejdelší vítězná série Kanady činí 7 mezistátních výher, od základního bloku 1. skupiny Americké zóny 2013 až do čtvrtfinále Světové skupiny 2014.
| Rok  | úroveň                           | datum     | soupeř    | skóre | výsledek |
| ---- | -------------------------------- | --------- | --------- | ----- | -------- |
| 2013 | 1. skupina Americké zóny         | 6. února  | Peru      | 3–0   | výhra    |
| 2013 | 1. skupina Americké zóny         | 7. února  | Venezuela | 3–0   | výhra    |
| 2013 | 1. skupina Americké zóny         | 8. února  | Kolumbie  | 2–0   | výhra    |
| 2013 | 1. skupina Americké zóny, finále | 9. února  | Brazílie  | 2–1   | výhra    |
| 2013 | 2. světová skupina, baráž        | 21. dubna | Ukrajina  | 3–2   | výhra    |
| 2014 | 2. světová skupina, čtvrtfinále  | 9. února  | Srbsko    | 3–1   | výhra    |
| 2014 | 2. světová skupina, baráž        | 20. dubna | Slovensko | 3–1   | výhra    |
| 2015 | Světová skupina, čtvrtfinále     | 8. února  | Česko     | 0–4   | prohra   |

### Nejvíce odehraných zápasů
| Poř. | tenistka               | období    | zápasů | V–P   |
| ---- | ---------------------- | --------- | ------ | ----- |
| 1.   | Aleksandra Wozniaková  | 2004–2016 | 36     | 40–12 |
| 2.   | Marie-Ève Pelletierová | 2002–2012 | 30     | 25–16 |
| 2.   | Jill Hetheringtonová   | 1983–1996 | 30     | 16–20 |
| 4.   | Sharon Fichmanová      | 2005–2016 | 27     | 24–9  |
| 5.   | Sonya Jeyaseelanová    | 1997–2003 | 24     | 29–7  |
| 5.   | Rene Simpsonová        | 1988–1998 | 24     | 20–16 |
| 7.   | Jana Nejedly           | 1995–2003 | 23     | 20–6  |
| 8.   | Stéphanie Duboisová    | 2004–2013 | 22     | 23–11 |
| 9.   | Patricia Hy-Boulaisová | 1991–1998 | 19     | 14–15 |
| 10.  | Marjorie Blackwoodová  | 1976–1982 | 18     | 16–11 |
| 10.  | Jane O'Harová          | 1969–1975 | 18     | 14–14 |